# Al-Hajj

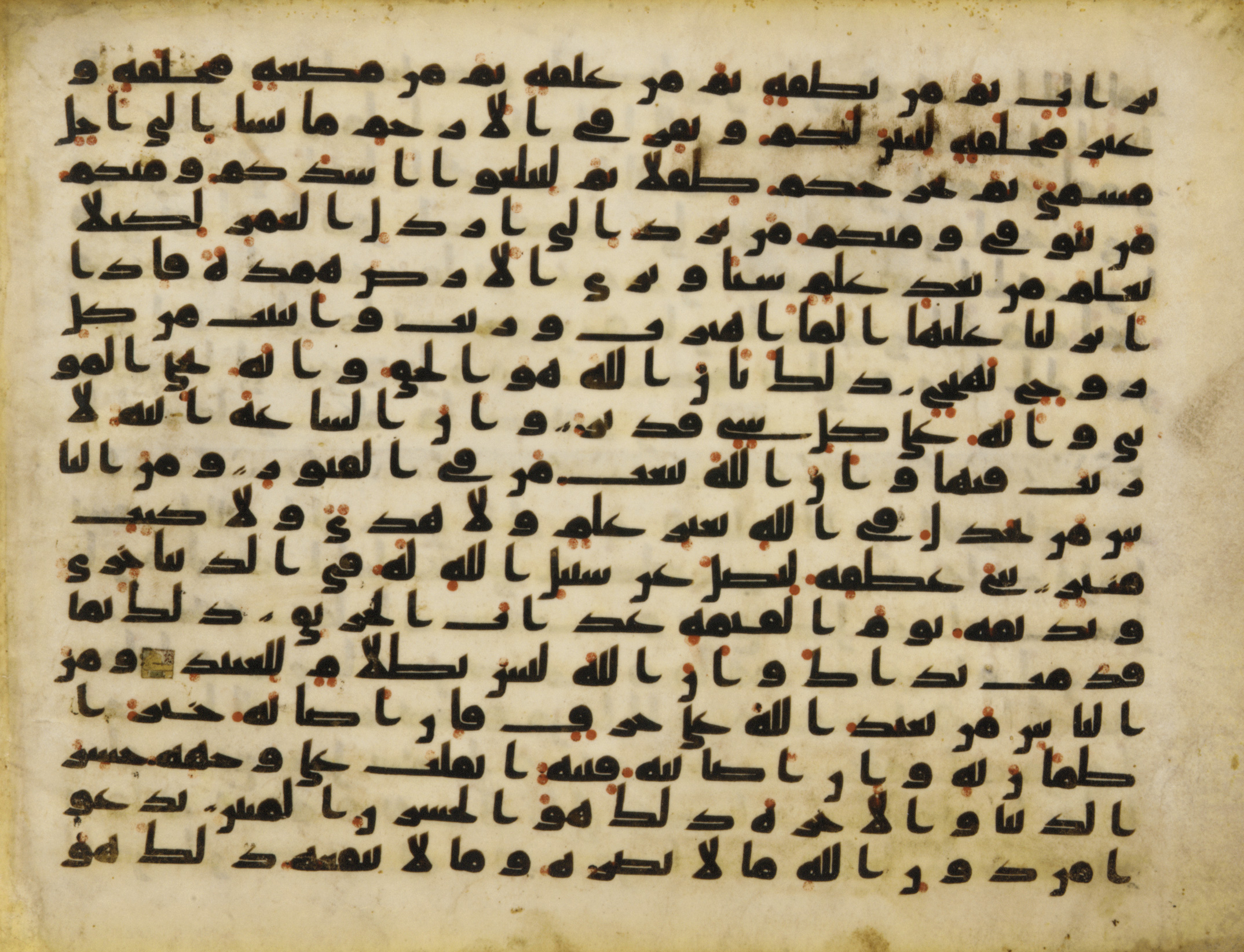
Verser ur sura 22 ("Vallfärden") från ett egyptiskt Koranmanuskript från 800–900-talet.

Al-Hajj eller Al-Hadjdj (arabiska: سورة الحج) ("Vallfärden") är den tjugoandra suran i Koranen med 78 verser (ayah).
Vers 17 vänder sig till judarna, de kristna och sabierna. Det är den enda suran som har två sajadāt av recitation.

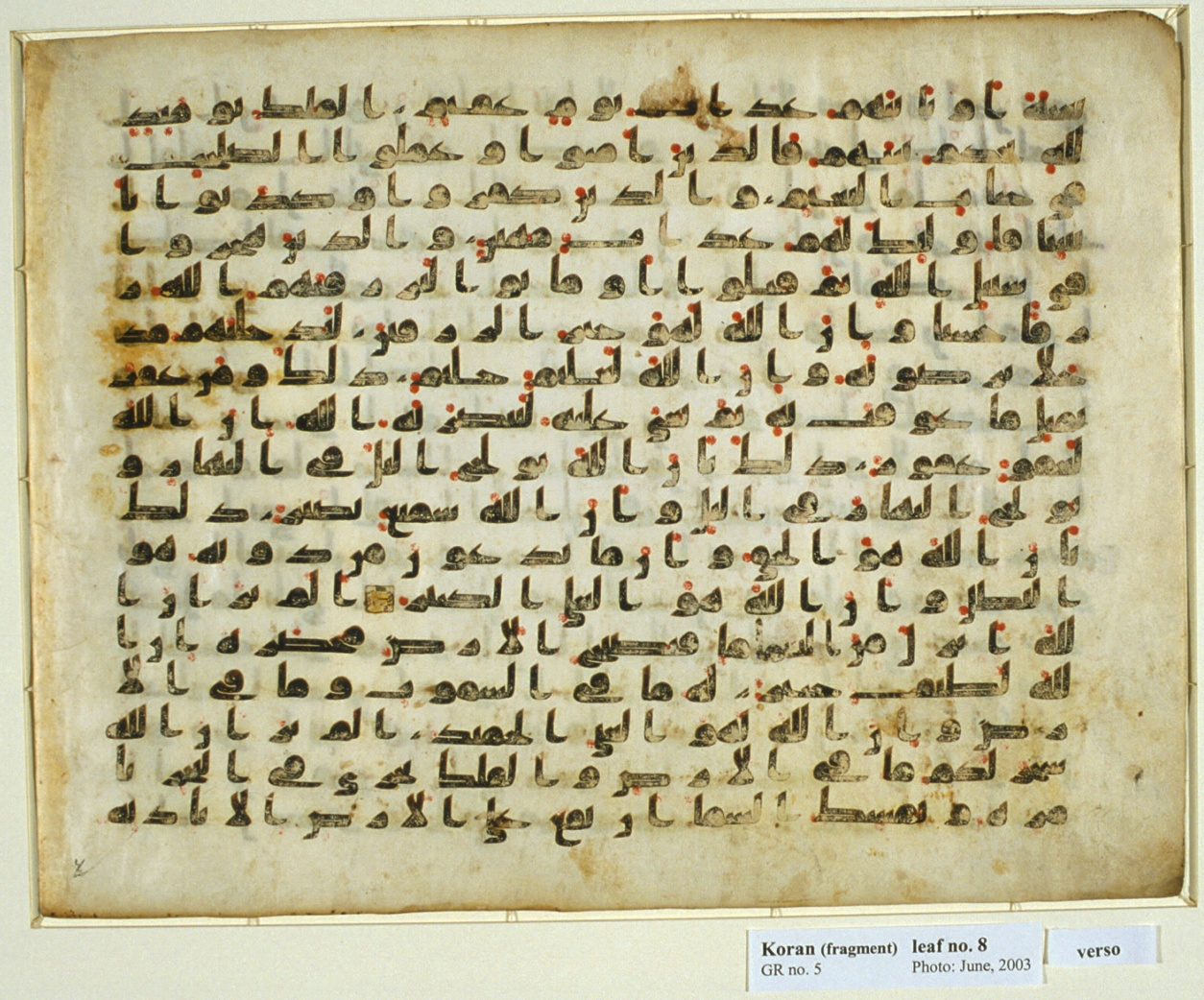
Vers 55-74.